# Online Film Critics Society Awards/Bester Dokumentarfilm
Der OFCSA für den besten Dokumentarfilm wird seit 1997 jedes Jahr verliehen.

## Gewinner und Nominierte
Alle Nominierten eines Jahres sind angeführt, der Sieger steht jeweils zuoberst.

### 1997 bis 1999
1997
Vier kleine Mädchen (4 Little Girls) – Spike Lee
Schnell, billig und außer Kontrolle (Fast, Cheap & Out of Control) – Errol Morris
SICK: The Life and Death of Bob Flanagan, Supermasochist – Kirby Dick
1998
Der große Macher (The Big One)
The Cruise
Wild Man Blues
1999
Buena Vista Social Club
American Movie
42 Up
Mr. Death: The Rise and Fall of Fred A. Leuchter, Jr.
Trekkies

### 2000 bis 2009
2000
The Filth and the Fury
Dark Days
The Eyes of Tammy Faye
The Life and Times of Hank Greenberg
Ein Tag im September (One Day in September)
2001
Startup.com
Down From the Mountain
The Endurance: Shackleton's Legendary Antarctic Expedition
The Gleaners and I
Keep the River on Your Right: A Modern Cannibal's Tale
2002
Bowling for Columbine
Jerry Seinfeld: Comedian
Dogtown and Z-Boys
The Kid Stays In The Picture
Standing in the Shadows of Motown
2003
Capturing the Friedmans
The Fog of War
Lost In La Mancha
Spellbound
Winged Migration
2004
Fahrenheit 9/11
Control Room
Metallica: Some Kind of Monster
Super Size Me
Touching the Void
2005
Grizzly Man
The Aristocrats
Enron: The Smartest Guys in the Room
Die Reise der Pinguine (La marchede l'empereur)
Murderball
2006
Eine unbequeme Wahrheit
Dave Chappelle's Block Party
Dixie Chicks: Shut Up and Sing
Jesus Camp
Neil Young: Heart of Gold
2007
The King of Kong: A Fistful of Quarters
Im Schatten des Mondes (In the Shadow of the Moon)
Into Great Silence
No End In Sight – Invasion der Amateure? (No End in Sight)
Sicko
2008
Man on Wire – Der Drahtseilakt
Dear Zachary: a letter to a son about his father
Encounters at the End of the World
I.O.U.S.A.
My Winnipeg
2009
Anvil! Die Geschichte einer Freundschaft
Die Bucht
Die Strände von Agnès
Food, Inc.
Kapitalismus: Eine Liebesgeschichte

### 2010 bis 2019
2010
Exit Through the Gift Shop
Catfish
Inside Job
Joan Rivers: A Piece of Work
Restrepo
Waiting for Superman
2011
Cave of Forgotten Dreams
The Interrupters
Into the Abyss
Project Nim
Tabloid
2012
This Is Not a Film
Der Blender – The Imposter
The Invisible War
Jiro Dreams of Sushi
The Queen of Versailles
2013
The Act of Killing
56 Up
At Berkeley
Blackfish
Stories We Tell
2014
Life Itself
Citizenfour
Das fehlende Bild (The Missing Picture)
National Gallery
The Overnighters
2015
The Look of Silence
Amy (Amy – The Girl Behind the Name)
Best of Enemies
Cartel Land
Scientology: Ein Glaubensgefängnis (Going Clear: Scientology and the Prison of Belief)
2016
O. J. Simpson: Made in America
13th
Cameraperson
I Am Not Your Negro
Weiner
2017
Augenblicke: Gesichter einer Reise (Visages Villages)
Dawson City: Frozen Time
EX LIBRIS – Die Public Library von New York
Jane
The Work
2018
Won’t You Be My Neighbor?
Free Solo
Minding the Gap
Shirkers
Three Identical Strangers
2019
Apollo 11
American Factory
Für Sama
Land des Honigs (Honeyland)
One Child Nation

### Ab 2020
2020
Dick Johnson Is Dead – Regie: Kirsten Johnson
Boys State – Regie: Jesse Moss, Amanda McBaine
Kollektiv – Korruption tötet (Colectiv) – Regie: Alexander Nanau
The Painter and the Thief – Regie: Benjamin Ree
Time – Regie: Garrett Bradley
2021
Summer of Soul (…Or, When the Revolution Could Not Be Televised) – Regie: Questlove
Flee – Regie: Jonas Poher Rasmussen
Procession – Regie: Robert Greene
The Rescue – Regie: Elizabeth Chai Vasarhelyi, Jimmy Chin
The Velvet Underground – Regie: Todd Haynes
2022
Fire of Love – Regie: Sara Dosa
All That Breathes – Regie: Shaunak Sen
All the Beauty and the Bloodshed – Regie: Laura Poitras
Good Night Oppy – Regie: Ryan White
Moonage Daydream – Regie: Brett Morgen
2023
20 Tage in Mariupol (20 днів у Маріуполі, 20 dniw u Mariupoli) – Regie: Raney Aronson-Rath, Mstyslaw Tschernow und Michelle Mizner
American Symphony – Regie: Matthew Heineman
Flucht aus Nordkorea (Beyond Utopia) – Regie: Madeleine Gavin
Kokomo City – Regie: D. Smith
Still: A Michael J. Fox Movie – Regie: Davis Guggenheim
2024
Dahomey – Regie: Mati Diop
Daughters – Regie: Natalie Rae und Angela Patton
Soundtrack to a Coup d’Etat – Regie: Johan Grimonprez, Daan Milius und Rémi Grellety
Sugarcane – Regie: Julian Brave NoiseCat und Emily Kassie
Will & Harper – Regie: Josh Greenbaum